# اسقف‌نشین سنت آلبنز
اسقف‌نشین سنت آلبنز (انگلیسی: Diocese of St Albans) بخشی تشکیل دهنده از استان کانتربری کلیسای انگلستان در کشور انگلستان است. این اسقف‌نشین که در سال ۱۸۷۷ میلادی تاسیس شده است شامل ۴۱۱ کلیسا می‌باشد و مرکز آن کلیسای جامع سنت آلبنز است.